# Mittersill
Mittersill ist eine Stadt im Bundesland Salzburg. Sie ist mit 5763 Einwohnern (Stand 1. Jänner 2024) der größte Ort im Oberpinzgau. Mittersill war bis 2004 Sitz und Teil des Gerichtsbezirks Mittersill und gehört seit 2005 zum Gerichtsbezirk Zell am See.

## Geografie

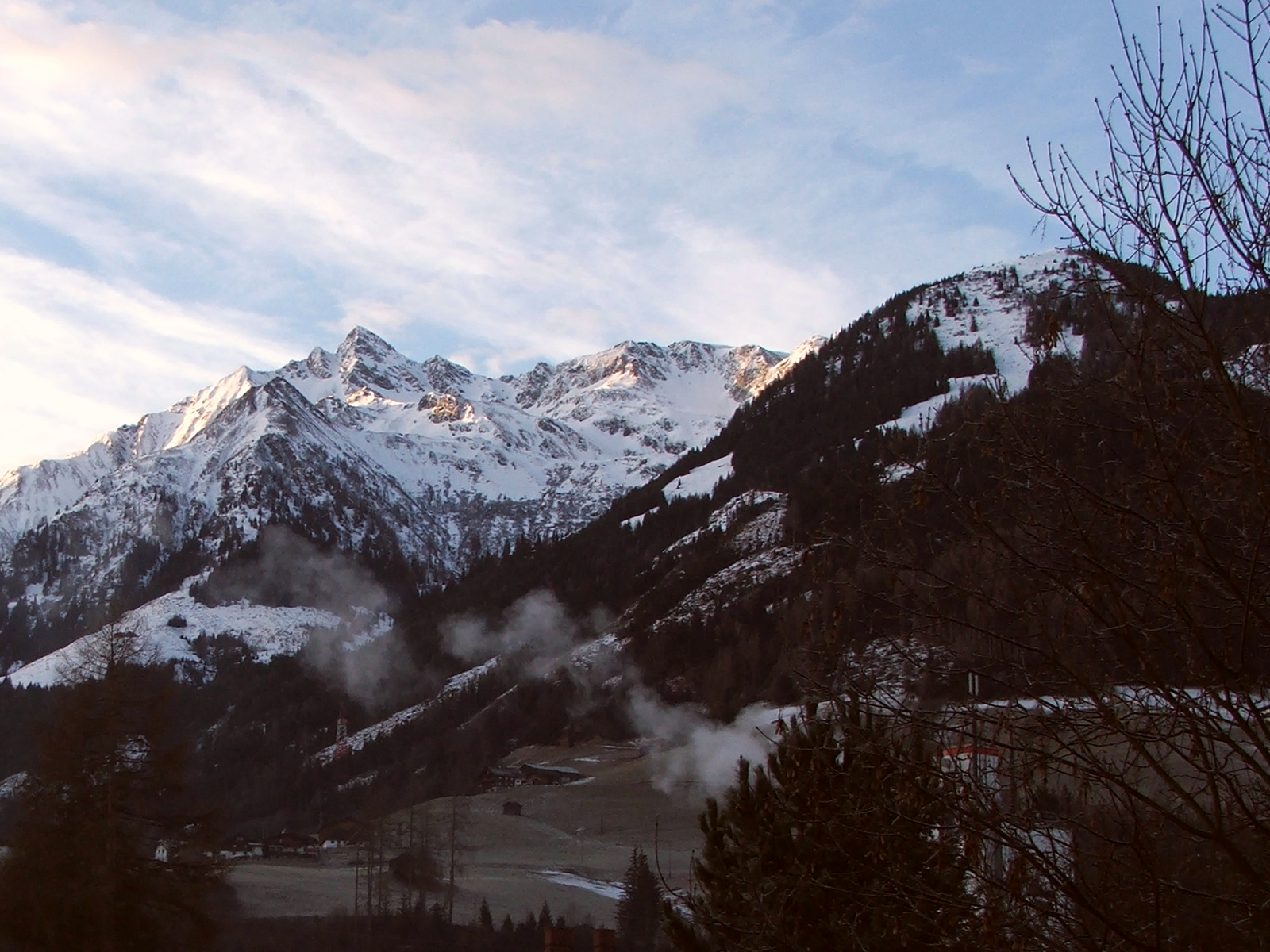
Blick von Mittersill auf Pihapper (li.) und Platte (re.)

Mittersill liegt in 790 m ü. A. am Schnittpunkt der Hauptverkehrswege durch das Salzachtal und der Nord-Süd-Verbindung über den Pass Thurn ins Leukental nach Tirol und Bayern, bzw. nach Süden durch das Felbertal und den Felbertauerntunnel nach Osttirol und weiter Richtung Adria. Dennoch hat es seinen Charme als Bergstädtchen bewahren können. Seine zentrale Lage zwischen dem Nationalpark Hohe Tauern und den Kitzbüheler Alpen macht Mittersill zu einem beliebten Urlaubsort.

### Gemeindegliederung
Im Kataster setzt sich die Gemeinde aus sieben Katastralgemeinden zusammen (Fläche Stand 31. Dezember 2023):
- Felben (556,8 ha)
- Felberthal (8.048,52 ha)
- Mittersill Markt (137,74 ha)
- Mittersill Schloß (1.037,67 ha)
- Paßthurn (1.822,96 ha)
- Schattberg (1.139,9 ha)
- Spielbichl (454,72 ha)

Die Gemeinde gliedert sich in 19 Ortschaften (in Klammern Einwohnerzahl Stand 1. Jänner 2024):
- Arndorf (1)
- Burk (928)
- Felben (826)
- Feldstein (72)
- Jochberg (16)
- Jochbergthurn (95)
- Klausen (363)
- Lämmerbichl (27)
- Loferstein (54)
- Mayrhofen (62)
- Mittersill (2006)
- Oberfelben (141)
- Paßthurn (70)
- Rettenbach (329)
- Schattberg (276)
- Spielbichl (103)
- Thalbach (295)
- Unterfelben (43)
- Weißenstein (56)

### Nachbargemeinden
| Bramberg am Wildkogel 1 | Jochberg (Bezirk Kitzbühel, Tirol)          |                         |
| Hollersbach im Pinzgau  | Kompassrose, die auf Nachbargemeinden zeigt | Stuhlfelden Uttendorf 2 |
|                         | Matrei in Osttirol (Bezirk Lienz, Tirol)    |                         |

1 kurze Grenze im Bergland, der Ort Bramberg liegt genau westlich hinter Hollersbach
2 Grenze im Bergland, der Ort Uttendorf liegt genau östlich hinter Stuhlfelden

## Geschichte
Frühgeschichte bis Antike
- Die Umgebung Mittersills war spätestens seit der Bronzezeit (um 2200 v. Chr.) besiedelt.
- Während der Römerzeit war der Felbertauern ein wichtiger Alpenübergang und es ist sehr unwahrscheinlich, dass Mittersill damals nicht besiedelt war. So war z. B. einst ein römischer Grabstein aus dem 2. Jhdt. n. Chr. im Mauerwerk der Felberkirche zu sehen,[4] der sich heute im Kunsthistorischen Museum in Wien befindet.

Mittelalter bis 18. Jahrhundert
- Urkundlich erwähnt wurde der Ort erstmals 963 und er war Sitz des Trägers dreier Ämter: des Kellners, Landrichters und Pflegers als Statthalter des Landesherrn. Bekanntester Pfleger war 1835 bis 1842 Ignaz von Kürsinger, der die Erstbesteigung des Großvenedigers (3657 m ü. A.) organisierte und persönlich zu den Erstbesteigern zählte.
- Vom 12. bis Anfang des 14. Jahrhunderts erlangte das lokale Adelsgeschlecht der Herren von Felben überregionale Bedeutung. Der Weiler Felben, wo heute noch ihr Stammsitz, der Felberturm, steht, das Felbertal und der Felbertauern erinnern heute noch an sie.[5]
- Als Verkehrsknoten gewann Mittersill im 14. Jahrhundert weitere Bedeutung, als die Pferde- und Maultiertransporte mit Salz, Eisen oder Kupfer über den Felber Tauern (2481 m) nach Südtirol und Friaul zunahmen. Von dort wurden Weine, Früchte, Samt und Seide geliefert. Heute hat der Felbertauerntunnel den Pass für Warentransporte ersetzt, nicht aber für die vielen Wanderer und Bergsteiger, die durch das Felbertal und über die St. Pöltner Hütte (2481 m ü. A.) in die Bergwelt der Venediger- und Granatspitzgruppe aufsteigen.
- 1308: Erste urkundliche Erwähnung als „Markt“ in einer Urkunde der Herren von Felben. Mittersill dürfte jedoch schon vor 1300 Marktrechte besessen haben. Es war im Mittelalter ein wichtiger Handels- und Umschlagplatz, vor allem wegen des regen Saumhandels über den Felbertauern, hauptsächlich mit Wein (nordwärts) und Salz (südwärts).
- 1454: Mittersill hatte bereits eine Schule. In der Chronik wurde ein Mann namens Sigel als „Schuelmaister zu Velm“ genannt.
- 1495 ereignete sich im Talschluss des Felbertals ein gewaltiger Bergsturz, als dessen Folge sich der Hintersee bildete. Todesopfer waren wie durch ein Wunder nicht zu beklagen.
- 1635 suchte die Pest Mittersill heim, viele Tote waren zu beklagen. Nur der Sonnberg blieb von der Epidemie verschont.
- 1746 fiel fast der gesamte Markt einem großen Brand zum Opfer. Auch die alte Pfarrkirche wurde schwer in Mitleidenschaft gezogen.

Chronik 19. Jahrhundert
- 1800–1809: Franzosenkriege. Die Pinzgauer Schützen- und Landsturmkompanien kämpften vor allem am Pass Strub bei Lofer gemeinsam mit den Tirolern gegen die napoleonischen Truppen. Der Felberturm diente als Waffen- und Proviantmagazin, dessen Umgebung als Exerzierplatz.
- 1834–1842: Ignaz Ritter von Kürsinger, einer der bedeutendsten Pfleger in Mittersill, betrieb energisch den Bau des Salzachdammes zwischen Mittersill und Hollersbach (Kürsingerdamm), um den Markt einigermaßen vor den ewigen Überschwemmungen durch die Salzach zu schützen. Wohl kaum ein Ort in der Region hatte so unter Flutkatastrophen zu leiden wie der tief gelegene Markt Mittersill. Sie trugen ihm den Beinamen „Venedig des Pinzgaues“ ein.
- In der zweiten Hälfte des 19. Jahrhunderts ist mehrmals Kaiser Franz Joseph I. privat in Mittersill zu Gast, wo er im Gasthof Bräurup Quartier nahm und seiner Jagdleidenschaft nachging.
- Das schlimmste bekannte Unglück am Saumweg über den Felber Tauern ereignete sich in der zweiten Hälfte des 19. Jahrhunderts. Der Viehhändler Anton Hochfilzer (Meilingerwirt in Mittersill) war am frühen Morgen des 27. Mai 1878 mit acht Viehtreibern und einer Herde von annähernd 130 Rindern vom Matreier Tauernhaus aufgebrochen, um die Etappe von hier über den Pass bis zum Tauernhaus Spital in Angriff zu nehmen. Während des Abstieges oberhalb des „Nassfeldes“ auf der Mittersiller Seite am frühen Abend gab es einen Wettersturz und im Schneesturm kamen vier der Männer (Vinzenz Riepler aus Matrei, Michael Rucker und Josef Wimmer aus Virgen und Sebastian Kratzer aus Prägraten) ums Leben. Auch von der Viehherde überlebten das Unglück nur einige wenige Tiere. Der Geruch der Viehkadaver zog nach dem Unglück Gänsegeier („Weißkopfgeier“) aus Regionen südlich der Alpen an, die bis dahin in den Hohen Tauern nicht vorgekommen waren. Man kann diese seitdem jährlich den Sommer über als „Besucher“ im oberen Felbertal beobachten.[6]
- Am Sonntag, 2. Jänner 1898 wurde mit großen Feierlichkeiten die Pinzgaubahn eröffnet. Diese Schmalspurbahn von Zell am See nach Krimml steigerte die Bedeutung Mittersills als Verkehrsknotenpunkt für den Personen- und Güterverkehr enorm und ihre Inbetriebnahme war ein wichtiger Meilenstein der neueren Geschichte. Sie gilt auch als der eigentliche Beginn des Tourismus im oberen Pinzgau.

Chronik 20. Jahrhundert
- 1936 wurden die Gemeinden Mittersill-Markt und Mittersill-Land vereinigt,[4][7] wobei einige Gebiete (von Arndorf, Rettenbach, Lämmerbichl und Jochberg) an Hollersbach abgetreten wurden.[8]
- Von 1939 bis 1945, als nach dem Anschluss allerorten in Österreich Großgemeinden konstruiert wurden, war Hollersbach komplett nach Mittersill eingemeindet.[9]
- 1939 wurde in Mittersill eine Heeresversuchsstelle für den Seilbahnbau und leichte Kettenfahrzeuge ins Leben gerufen. 1943 begann man mit dem Bau einer Seilbahn über den Gebirgskamm, die dem Materialtransport dienen sollte. Zu ihr gehörten auch eine 80 Meter hohe Seilbahnstütze aus Holz und eine gleich hohe Seilbahnstütze aus Stahl. Erstere dürfte die höchste je aus Holz gebaute Seilbahnstütze der Welt gewesen sein. Wegen des Kriegsendes konnte die Seilbahn nicht mehr fertiggestellt werden. Im Jahre 1955 wurden die Stützen demontiert.[10]
- Auch in Mittersill wurde nach dem Hitler-Mussolini-Abkommen von 1939 eine Südtiroler Siedlung (Westseite der heutigen Poststraße) errichtet. Die meisten dort angesiedelten Südtiroler kehrten in den Nachkriegsjahren in ihre Heimat zurück und die Häuser wurden von der Gemeinde zu einer „Lehrer-Siedlung“ umfunktioniert.
- Im letzten Kriegsjahr waren im Schloss Mittersill (damals Sitz des „Reichsinstituts Sven Hedin für Innerasienforschung“) vom 24. März 1944 bis 8. Mai 1945 sechs Zwangsarbeiterinnen untergebracht, die als Außenkommando-Frauenlager des KZ Mauthausen zu Reinigungsarbeiten eingesetzt waren. Es handelte sich um Zeuginnen Jehovas, die aus dem KZ Ravensbrück kamen. Die Kapitulation der Wehrmacht und der Einmarsch der US-Truppen brachten den Frauen am 8. Mai 1945 die Freiheit, zwei von ihnen sind in Mittersill geblieben.[11][12]

Im Schloss (1938 durch Brand schwer beschädigt) befanden sich 1944 laut Mittersiller Stadtarchivar Hannes Wartbichler 15 Frauen als KZ-gefangene Zeugen Jehovas, als kostengünstigste Reinigungskräfte „von ganz oben zugeteilt“ am Institut und überlebten.
- Während der NS-Herrschaft gab es mindestens eine nicht unbedeutende Widerstandsgruppe, deren Kern sich aus dem Forschungspersonal der Heeresversuchsstelle gebildet hatte. Eine Widerstandsgruppe bildete sich gegen Kriegsende um den Postenkommandanten der Gendarmerie, Alois Scheiber (1898–1988).[14] Scheiber leitete u. a. eine fingierte Falschnachricht an eine Einheit der Waffen-SS weiter, die den Befehl hatte, den Pass Thurn mit allen Mitteln zu verteidigen, indem er sie glauben ließ, der Einmarsch der US-Truppen würde stattdessen über den Gerlospass erfolgen. Daraufhin zog die ganze Einheit vom Pass Thurn ab und es war sichergestellt, dass es keinen Widerstand gegen die US-Truppen geben würde.[15] Außerdem verhinderte Scheiber die durch die Waffen-SS geplante Sprengung der „Hohen Brücke“ auf der Pass-Thurn-Straße durch das Entfernen des Sprengstoffes, wodurch Mittersill von Luftangriffen durch die anrückenden amerikanischen Truppen verschont blieb.[14]
- Während der alliierten Besatzung Österreichs (1945–1955) gehörte Mittersill zur US-amerikanischen Zone.
- Am 15. September 1945 wurde in Mittersill während der nächtlichen Ausgangssperre der Komponist Anton von Webern unter nicht restlos geklärten Umständen, wahrscheinlich versehentlich, von einem US-Soldaten erschossen. Durch Zeitzeugen ist überliefert, dass er im Freien eine Zigarette rauchen wollte und irrtümlich für einen Heckenschützen gehalten wurde.
- Nach dem Zweiten Weltkrieg fanden in Mittersill viele Heimatvertriebene Zuflucht, die in ihrer großen Mehrheit dauerhaft hier sesshaft und schnell heimisch geworden sind. Viele von ihnen gaben mit ihrem mitgebrachten Know-how der lokalen Wirtschaft neue Impulse, wie z. B. Familie Gärtner (Fahnenfabrikation), Franz Germann (Tourismus-Entwicklung) u. v. m.
- Nachdem Hubert Baron von Pantz 1948 den legendären und exklusiven Sport & Shooting Club Schloss Mittersill gegründet hatte, den damals teuersten Club der Welt, avancierte Mittersill schnell zu einem Jetset-Treffpunkt. In den 1950er bis Mitte der 1960er Jahre waren der Schah von Persien und Soraya, die niederländische Königsfamilie, König Faruq von Ägypten, der Duke of Windsor (Eduard VIII.), Aristoteles Onassis, Aga Khan, Henry Ford II., Rita Hayworth, Gina Lollobrigida, Clark Gable und viele weitere Angehörige der High Society in Mittersill zu Gast.
- Im Jahre 1918 hatte die Familie Arnsteiner eine Tischlerei gegründet, aus der dann später die bekannte Skifabrik entstand. Toni Arnsteiner fertigte nach seiner Rückkehr aus dem Zweiten Weltkrieg die ersten Ski und spezialisierte sich ab 1945 mehr und mehr von der Tischlerei auf die Skiproduktion. Der Durchbruch gelang 1953 mit dem neuen Namen Blizzard. Die Mittersiller Blizzard Ski wurden schnell zu einer der führenden Ski-Weltmarken.
- Im Jahr 1951 wurde in Mittersill das Werkschulheim Felbertal als private Internatsschule gegründet, welches 1964 an seinen heutigen Standort in Ebenau bei Salzburg übersiedelte.
- Mittersill war Hauptdrehort und -schauplatz des erfolgreichen Kinofilms Ferien vom Ich (1963). Die Heimatkomödie mit ihren herrlichen Landschaftsaufnahmen trug viel zur Bekanntheit von Mittersill als Ferienort bei.
- 1964 wurde Mittersill von der bis dahin schlimmsten Hochwasserkatastrophe heimgesucht. Der Felberbach konnte die gewaltigen Schmelz- und Regenwassermengen nicht mehr aufnehmen und durchbrach am oberen Ortsrand seinen westlichen Damm. Die sturzbachartige Überflutung richtete verheerende Schäden an und war die schlimmste Naturkatastrophe im 20. Jahrhundert.
- 1967 wurde der Verkehr durch den 5304 m langen Felbertauerntunnel freigegeben, was die Bedeutung des Ortes als Verkehrsknotenpunkt noch einmal enorm steigert. Mit ihm wurde Osttirol innerösterreichisch an das Bundesland Tirol angebunden und die Felbertauern-Route war nach dem Brenner die wichtigste österreichische Transitstrecke von Deutschland nach Italien.
- Im Jahr 1968 textete und komponierte der Mittersiller Arthur Ensmann das volkstümliche Lied „Die Alpenrose aus Mittersill“. Gesungen wurde es von seinem Bruder, dem Bäckermeister Erich Ensmann. Dieses Lied wurde schnell zu einem Volksmusik-Hit seiner Zeit auch heute noch aufgeführt.
- Der starke Wirtschaftsaufschwung in den 1950er, 60er und 70er Jahren war nicht nur dem enormen Wachstum des Tourismus zu verdanken, welchem in organisatorischer Hinsicht das Engagement von u. a. Matthias Gassner („Bräu Hias“) und Franz Germann wichtige Impulse gaben. Das Wachstum der Skifabrik (Blizzard), der Bau des Felbertauerntunnels, der Öl-Pipeline und auch der sonstige Straßenbau (z. B. Gerlos Straße B 165) sind Beispiele für weitere wichtige Faktoren.
- 1970 wurde in Mittersill ein Oberstufen-Gymnasium gegründet, Schulträger war zunächst ein zu diesem Zweck gegründeter Verein. Erste Maturaklasse war die Klasse 8 des Schuljahres 1973/74, welche 1974 in Mittersill die Matura ablegte. Heute befindet sich das BORG (Bundes-Oberstufen-Realgymnasium) Mittersill[16] als kommunale Einrichtung in öffentlicher Trägerschaft.
- Mittersill hat sich seit den 1970er Jahren zu einer bedeutenden Bergbaustadt entwickelt, nachdem im Felbertal das größte Scheelitvorkommen Europas entdeckt worden war. Aus dem Mineral Scheelit wird das wertvolle Metall Wolfram gewonnen. Seit 1979 wird nur noch untertage und ohne nennenswerte Eingriffe in die Landschaft abgebaut. Das Scheelit wird in Mittersill aufbereitet, das Konzentrat geht dann von hier zur Verhüttung nach Sankt Martin im Sulmtal (Steiermark).
- Im Jahr 1999 wurde der 18-Loch-Golfplatz des Golf Clubs Mittersill mit einer Course-Länge von 5720 m und anspruchsvoll gestalteten Greens eröffnet. Damit konnte ein alter Plan verwirklicht werden, der bis auf Hubert Baron von Pantz im Jahr 1948 zurück reicht.[17]

Chronik 21. Jahrhundert
- Am 15. und 16. November 2002 richtete ein Föhnsturm mit Spitzengeschwindigkeiten von mehr als 200 km/h (von einem Orkan spricht man ab 120 km/h) schwere Schäden an. Auch so gut wie der gesamte „Bürgerwald“ oberhalb des südlichen Stadtrandes fiel diesem Orkan zum Opfer und in den darüber gelegenen Hochwäldern entstanden große Kahlflächen.
- Im Juli 2005 wurde Mittersill durch ein Hochwasser in einem bis dahin nie dagewesenen Ausmaß überflutet. Als Konsequenz aus dieser Katastrophe wurden in den Folgejahren umfangreiche Schutzmaßnahmen ergriffen (siehe „Hochwasser und Hochwasserschutz“).
- 2005: Ein wichtiger Impuls für den Wintersport-Tourismus war die Eröffnung der Panoramabahn Hollersbach-Mittersill auf den Resterkogel (1892 m) am Pass Thurn zu Beginn der Skisaison 2005/06. Die 8-Personen-Einseil-Umlaufbahn mit einer Förderleistung von 2000 Personen pro Stunde ist auch Zubringer zum Skigebiet der Bergbahn Kitzbühel.
- Im Jahr 2007 wurde in Mittersill das Salzburger Nationalparkzentrum Hohe Tauern errichtet. Das Nationalpark-Besucherzentrum „Nationalpark Welten“[18] beherbergt die Nationalpark Welten, das Science Center Nationalpark Hohe Tauern und die Ferienregion Nationalpark Hohe Tauern GmbH.
- Bei einer Bürgerabstimmung am 24. Juni 2007 sprachen sich 89 % der Wähler für eine Erhebung Mittersills zur Stadt aus. Am 8. August 2008 wurde die Stadturkunde an Mittersill überreicht.

### Bevölkerungsentwicklung
Die Bevölkerung hat bis zur Jahrtausendwende stetig zugenommen. Zwar gab es schon von 1991 bis 2001 eine negative Wanderungsbilanz, diese konnte aber durch eine stark positive Geburtenbilanz von +346 aufgehoben werden. In den folgenden zehn Jahren blieb die Geburtenbilanz mit +150 weiter positiv, die Abwanderung nahm jedoch stark zu.

## Politik

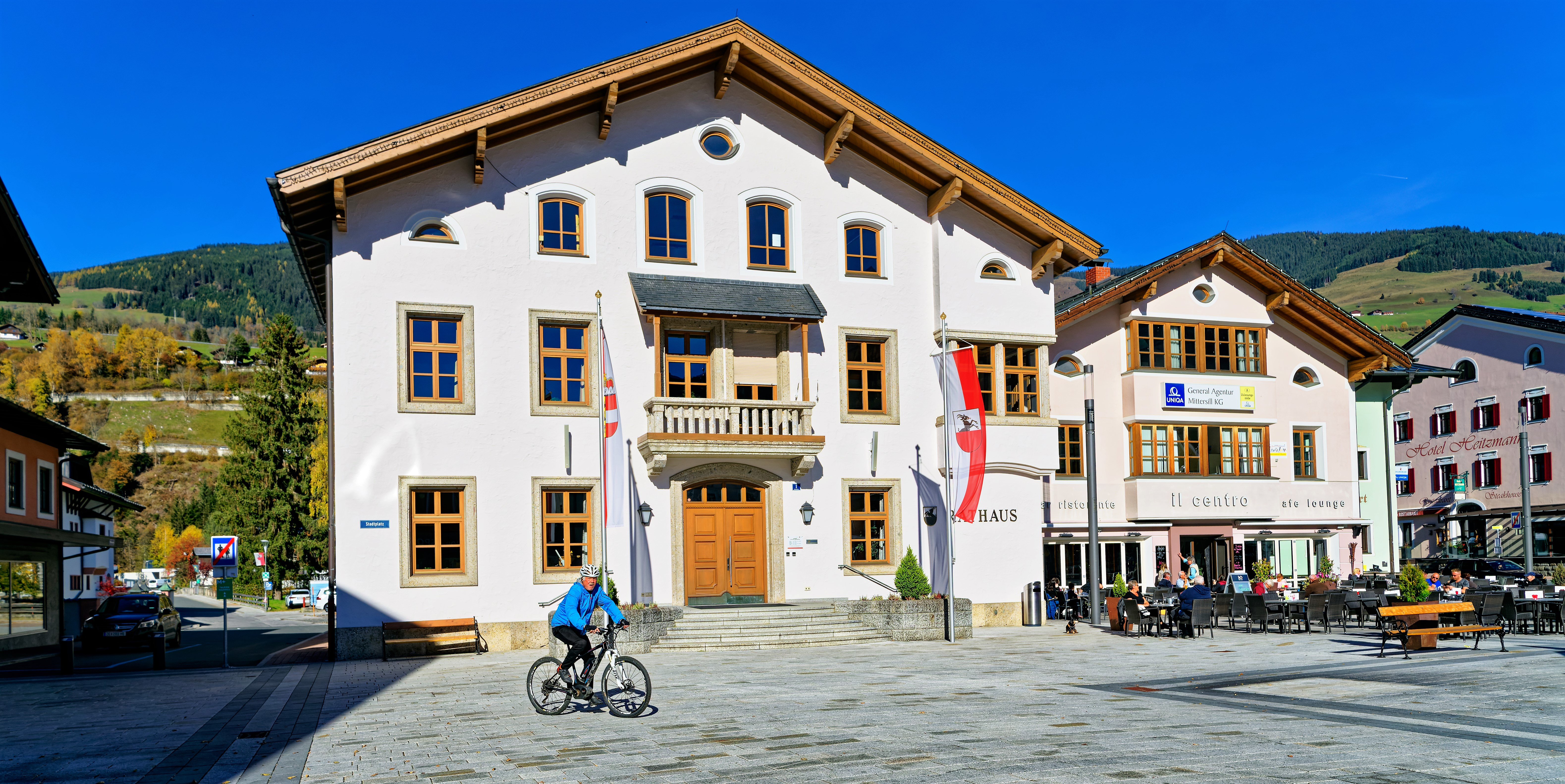
Rathaus

### Gemeinderat
| Gemeinderatswahl 2024Wahlbeteiligung: 65,9 % 706050403020100 50,4 % (−9,7 %p)37,1 % (n. k. %p)12,4 % (−11,4 %p)n. k. % (−16,0 %p) MITMITTESPÖNEOS20192024 |

Die Gemeindevertretung hat insgesamt 25 Mitglieder. Nach den Gemeindevertretungs- und Bürgermeisterwahlen hatte die Gemeindevertretung folgende Verteilungen:
- 2004: 11 SPÖ, 8 ÖVP, 5 FPÖ und 1 BLM
- 2009: 18 VIERT und 7 SPÖ
- 2014: 15 VIERT, 7 SPÖ, 2 GRÜNE und 1 TEAM
- 2019: 15 VIERT, 6 SPÖ und 4 NEOS
- 2024: 13 MIT (ehem. VIERT), 9 MITTE (Perspektive Mittersill) und 3 SPÖ[20]

### Bürgermeister
- 1964–1993 Josef Grani (SPÖ)[21]
- 1973–1993 Walter Reifmüller (SPÖ)[22]
- 1993–2004 Roman Oberlechner (SPÖ)[23]
- 2004–2024 Wolfgang Viertler (VIERT)[24]
- seit 2024 Thomas Ellmauer (MIT)[25]

### Wappen
Blasonierung (Wappenbeschreibung):
„Ein von Weiß und Rot geteilter Schild, in dessen oberer Hälfte eine schwarze Gämse aus der Teilungslinie wachsend hervorwächst.“

## Kultur und Sehenswürdigkeiten

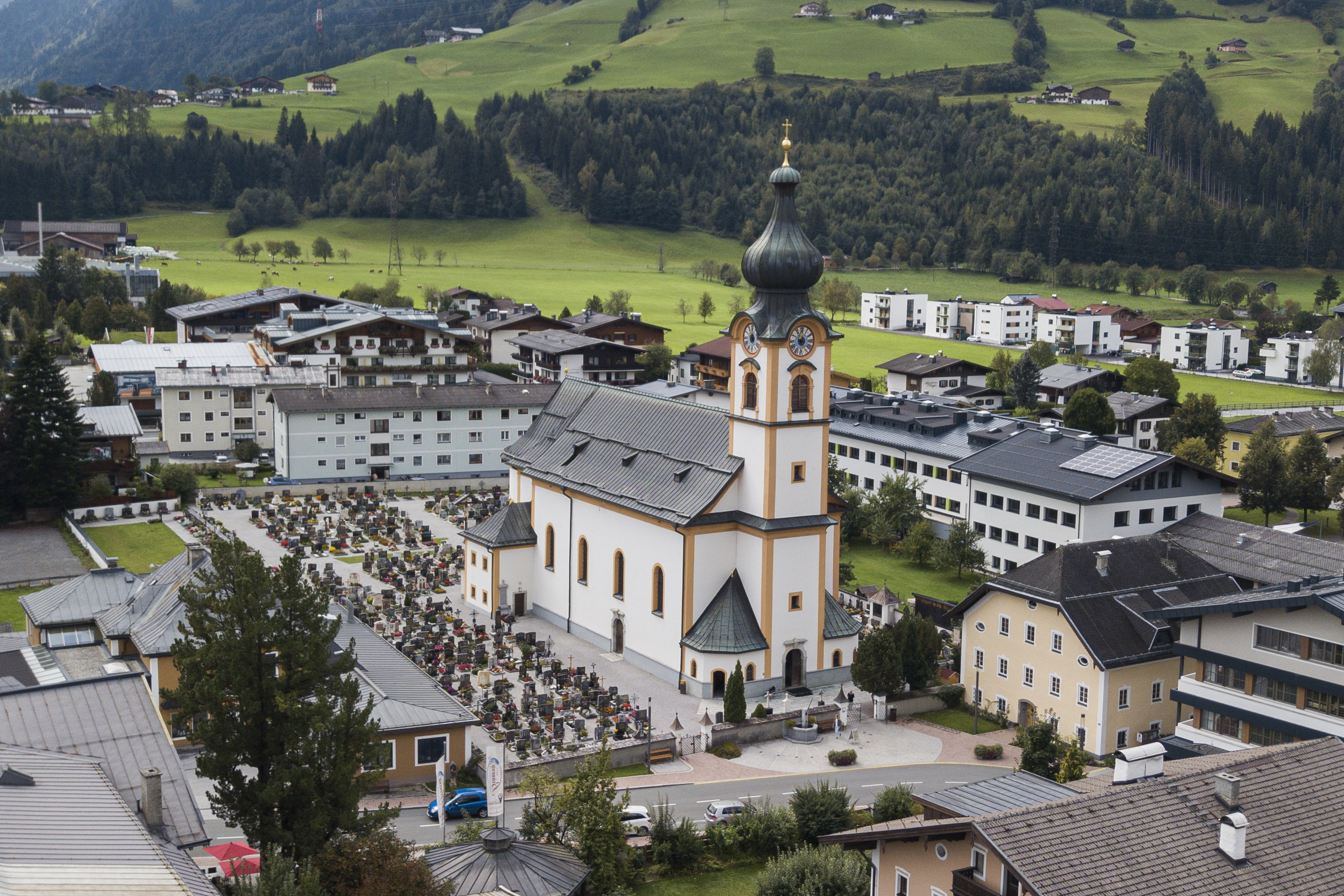
Pfarrkirche Mittersill

- Katholische Pfarrkirche Mittersill hl. Leonhard
- Die St.-Anna-Kirche wurde im 18. Jahrhundert im tirolerischen Rokokostil erbaut. Sie wurde Mitte des 20. Jahrhunderts durch die evangelische Gemeinde gepachtet und dient dieser seither als Pfarrkirche. Jährlich am 26. Juli, dem Annentag, findet hier ein katholischer Gottesdienst statt.
- Das Heimatmuseum Mittersill befindet sich im 900 Jahre alten Felberturm im Ortsteil Felben. Die reichhaltigen Sammlungen behandeln die Geschichte von Ort und Region, ferner Geologie und Alpinismus
- „Nationalparkwelten“ (Informationszentrum des Nationalparks Hohe Tauern):[26] Die alpine Erlebniswelt, 266 Dreitausender, über 342 Gletscher und einen der mächtigsten Wasserfälle der Welt kann man seit dem Sommer 2007 unter Dach bewundern. Die neuen Nationalpark-Welten, das größte und modernste Nationalparkzentrum Europas, befindet sich in Mittersill. Acht Naturräume kann man durchwandern und dabei die außergewöhnliche Vielfalt des größten Schutzgebietes der Alpen (über 1800 km²) kennen und verstehen lernen.
- Filialkirche St. Nikolaus im Ortsteil Felben: spätgotische Filialkirche aus dem 15. Jahrhundert; Innenausgestaltung in prächtigem Frühbarock und Rokoko.
- Die denkmalgeschützte Angerkapelle mit ihrer Marienstatue, ebenfalls im Ortsteil Felben gelegen, ist ein lokales Wallfahrtsziel. Ehemals eine hölzerne Kapelle, wurde sie von der „wundersam“ vom Starrkrampf geheilten Anna Meilinger 1875 in ihrer heutigen Form neu errichtet.
- Historischer Ortskern
- Gedächtnis- und Grabstätte Anton von Weberns, der in Mittersill seinen tragischen Tod fand.
- Schloss Mittersill, unweit des Ortes an der Pass Thurn Straße gelegen. Es wird heute als 4-Sterne Hotel mit einem Restaurant im historisierenden Stil genutzt.
- Die Schößwendklamm ist ein außergewöhnliches Naturschauspiel und wurde wegen ihrer Eigenart und Schönheit 1983 gesetzlich zum Naturdenkmal erklärt. Die Klamm ist ein lohnendes Ausflugsziel im Felbertal. Sie ist durch Steganlagen gut zugänglich und bietet einen imposanten Eindruck. Durch ihre Lage unweit der Straße zum Hintersee kann sie von dieser aus leicht erreicht werden.
- Das Naturdenkmal Hintersee (1313 m) im Talschluss des Felbertals ist ein beliebtes Ausflugsziel und Ausgangspunkt für hochalpine Bergwanderungen. Der See hat sich 1495 durch einen gewaltigen Bergsturz gebildet. Von der „Gamsblick-Alm“ am hinteren Seeufer kann man mit bloßem Auge Gämsen in freier Wildbahn beobachten.
- Auf der Strecke der Pinzgauer Lokalbahn gibt es regelmäßig Fahrten mit der Dampflok Mh 3 und historischem Wagenmaterial nach Krimml mit Anschluss zu den Krimmler Wasserfällen.

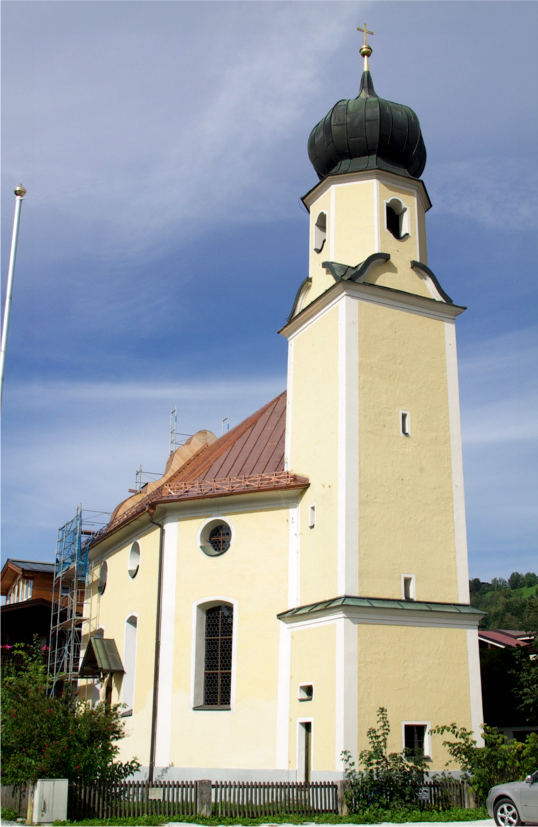
Annakirche
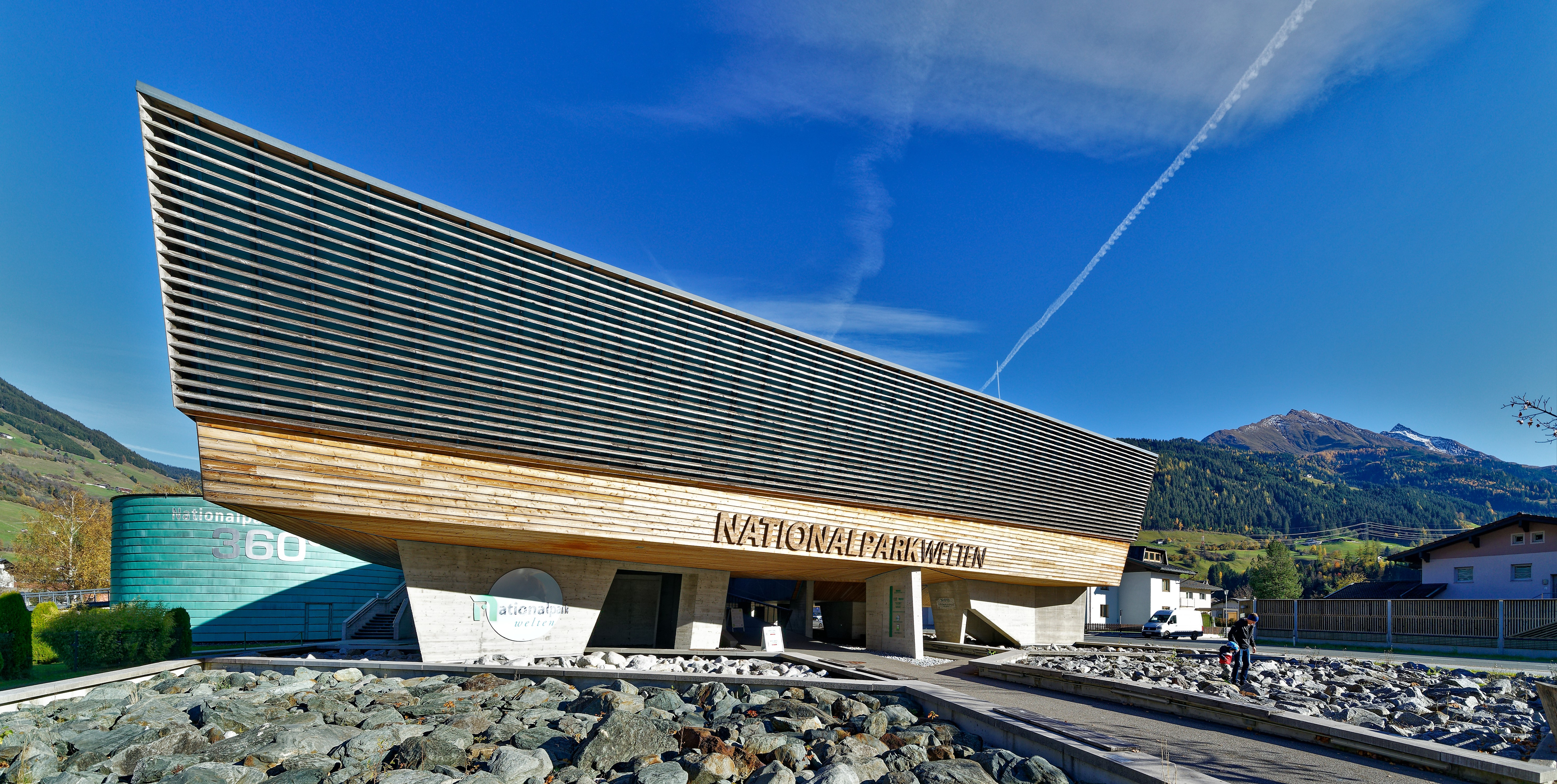
Informationszentrum „Nationalparkwelten“
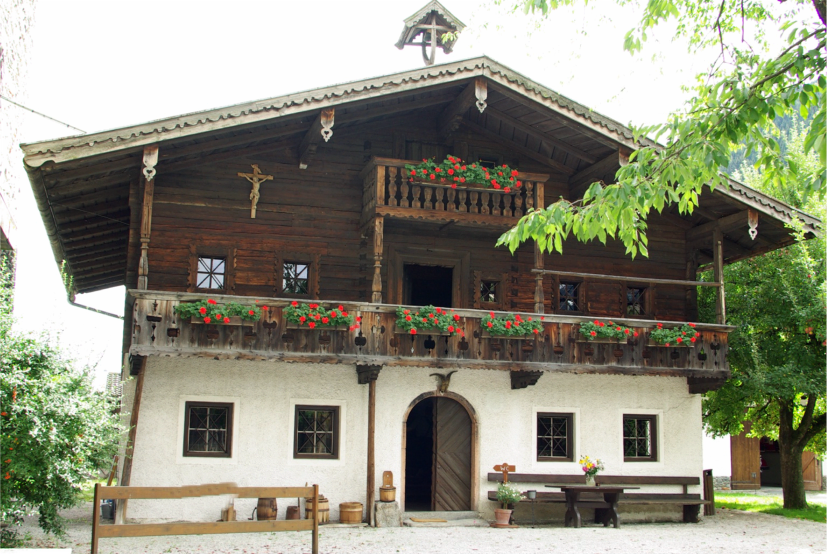
Heimatmuseum Mittersill

## Wirtschaft und Infrastruktur

### Bergbau
In Mittersill wird Wolframerz in der Scheelitlagerstätte Felbertal  abgebaut. Im Jahr 2016 förderten 61 Beschäftigte 515.000 Tonnen Erz, woraus 4.184 Tonnen Wolfram gewonnen wurden. Die Produktion wurde 2021 auf 563.000 Tonnen mit 66 Beschäftigten gesteigert.

### Tourismus
Winter- und Sommertourismus sind ein Wirtschaftsfaktor in der Gemeinde. In beiden Jahreszeiten gibt es ein großes Freizeit- und Sportangebot.

### Bildung
- zwei Kindergärten für Kinder ab zwei Jahren bis zum Schuleintritt
- Volksschule Mittersill,[29] 1. bis 4. Schulstufe.
- Neue Mittelschule Mittersill,[30] 5. bis 8. Schulstufe (bis 2013/14: Hauptschule).
- Polytechnische Schule Mittersill,[31] 9. Schulstufe.
- BORG Mittersill (Bundesoberstufenrealgymnasium),[16] 9. bis 12. Schulstufe, Abschluss Vollmatura (allg. Hochschulreife).

### Verkehr
- Straße: In Mittersill kreuzen sich zwei alte und bis heute wichtige Verkehrsrouten, die in Ost-West-Richtung durch das breite Salzachtal mit der Nord-Süd-Verbindung über den nahen Pass Thurn und den Felber Tauern. Die Ost-West-Verbindung ist durch die Mittersiller Straße B 168 in Richtung Osten und die Gerlos Straße B 165 in Richtung Westen erschlossen. Die Nord-Süd-Richtung ist durch die Pass Thurn Straße B 161 in Richtung Norden über den Pass Thurn und in Richtung Süden über die Felbertauernstraße B 108 erschlossen.
- Bahn: Die Pinzgauer Lokalbahn verkehrt in Ost-West-Richtung, von Zell am See (Anschluss an das ÖBB-Hauptbahnnetz) nach Vorderkrimml. Am Bahnhof Mittersill wurde ein Kundenzentrum der Pinzgauer Lokalbahn eingerichtet.

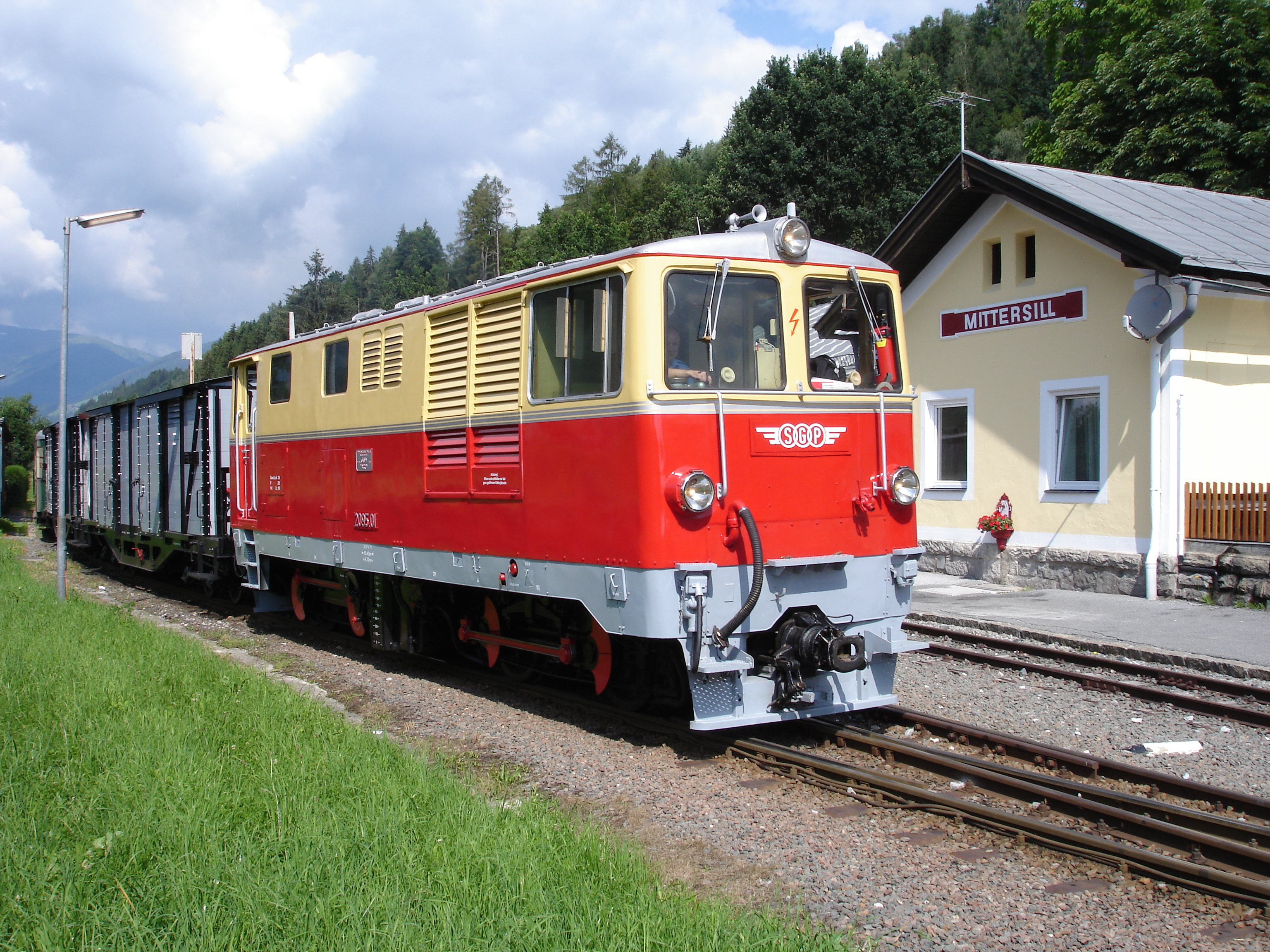
Ein Personenzug am Bahnhof Mittersill
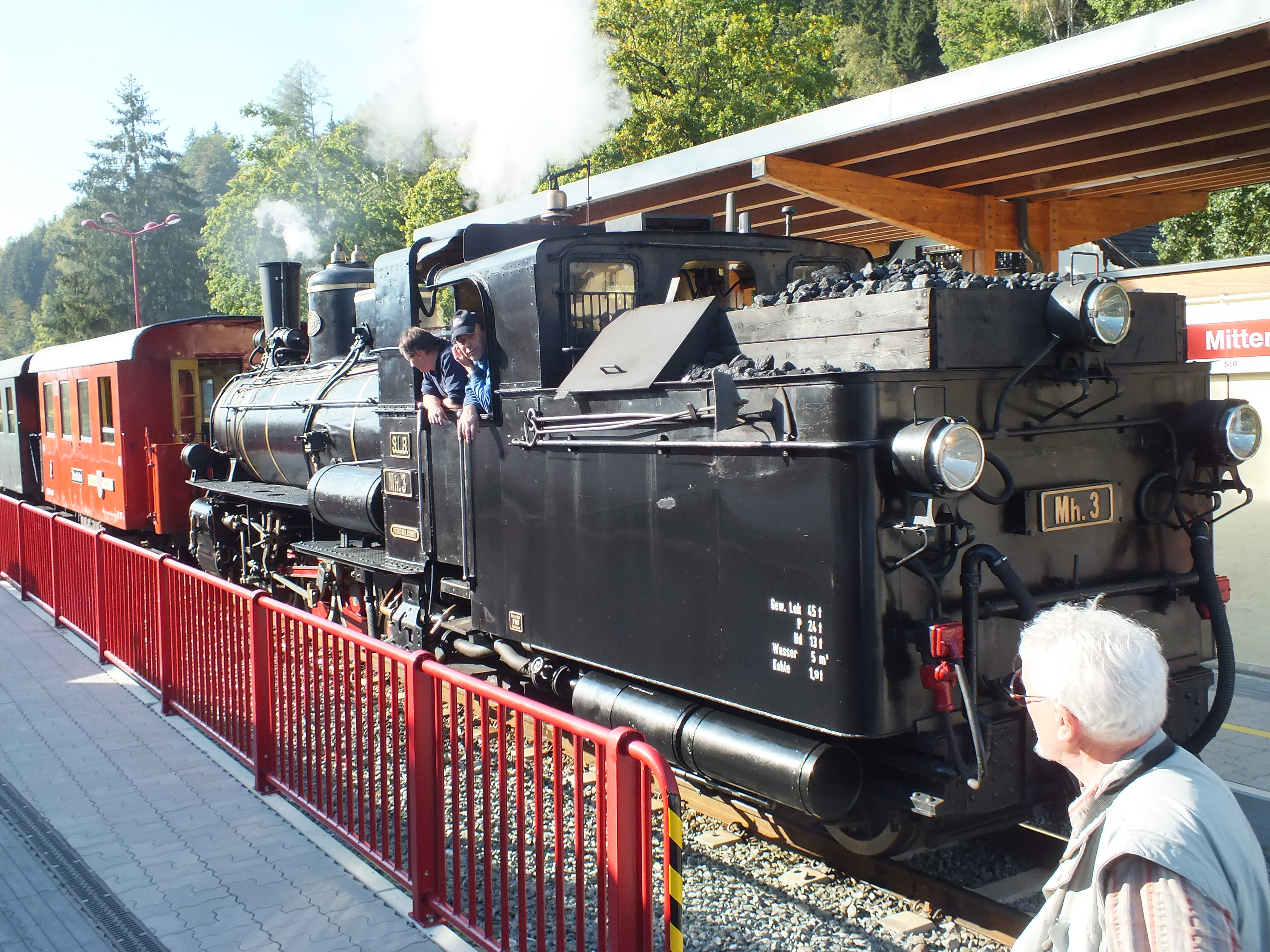
Dampfzug mit Lok Mh. 3 im Bahnhof Mittersill

- Bus: Buslinien nach Kitzbühel (Anschluss an das ÖBB-Hauptbahnnetz), Zell am See (Anschluss an das ÖBB-Hauptbahnnetz), Lienz und Krimml.

### Sport
Zur Entspannung laden u. a. ein: das große Erlebnisfreibad, sechs Tennisplätze und einige Sporthallen, Bowling, 18-Loch-Golfplatz und Fitnessparcours. Ferner werden diverse Hobbykurse, Jagd und Schießsport, Drachenflug, Paragleiten und geführte Bergwanderungen angeboten, im Winter neben der Skischaukel und Kursen auch Rodeln etc., Pferdeschlitten- und Kutschenfahrten.

### Hochwasser und Hochwasserschutz

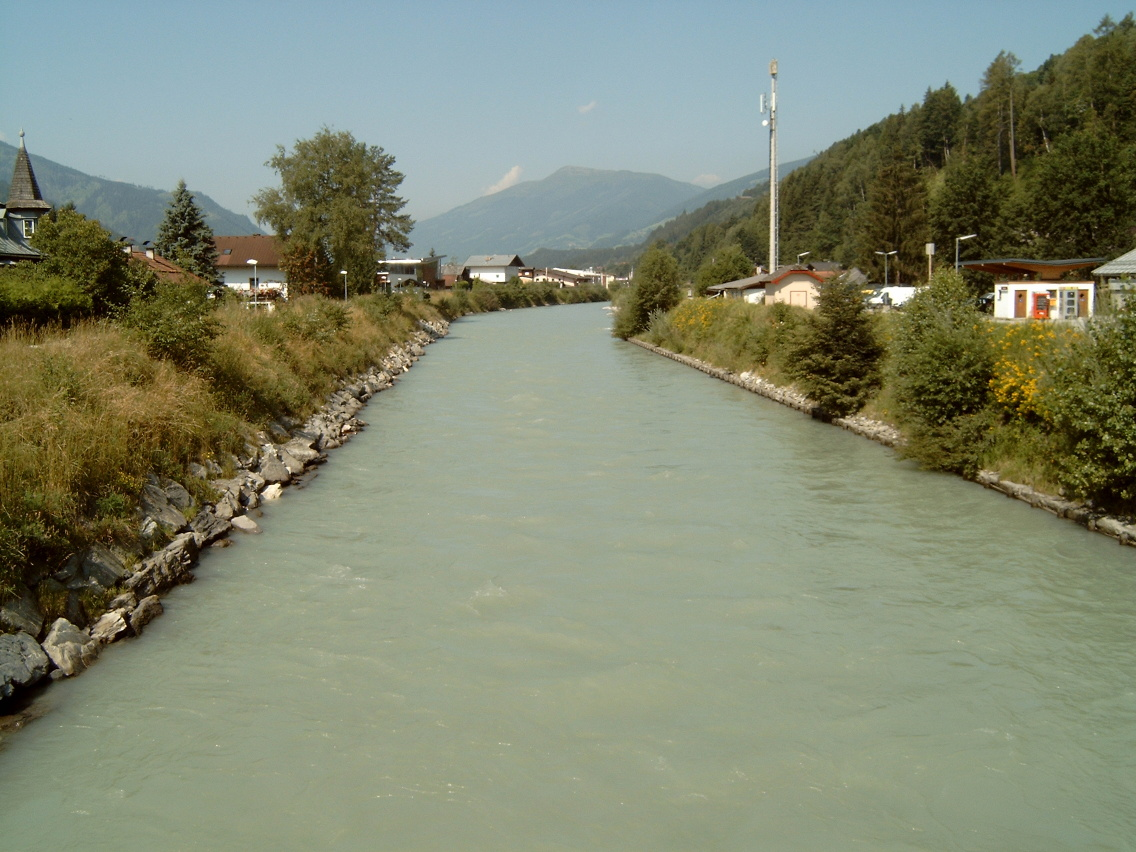
Die Salzach in Mittersill bei normalem Wasserstand

Die Salzach ist in den Monaten Juni bis September bei langen Regenfällen besonders anfällig für Hochwasser.
In den ersten Juliwochen 2005 sorgte eine Regenperiode für durchnässte Böden, und ein Höhentief, das sich nur langsam über die Alpen nach Osten bewegte, ließ ab 10. Juli talaufwärts von Mittersill innerhalb von drei Tagen 50 bis 160 Liter Regen pro Quadratmeter (= mm Niederschlag) niedergehen. Auch eine hohe Schneefallgrenze sorgte für großen Wasserzustrom. Der Pegel stieg binnen eines Tages von einem Mittel- zu einem Hochwasser und erreichte 16 Stunden später am 12. Juli nach Mitternacht den Höchststand mit einem Durchfluss von 320 m³/s, was der höchste je gemessene Durchfluss ist (war).
Ein provisorisch oberhalb von Mittersill an der Rettenbachstraße errichteter Hochwasserdamm konnte am 11. Juli 2005, gegen 21:30 Uhr, dem Wasserstand nicht mehr widerstehen. Am 12. Juli, gegen 01:30 Uhr, wurde das Ortsgebiet von Mittersill durch die aus Rettenbach nachkommenden Wassermassen zur Gänze überschwemmt. Der Mittersiller Marktplatz stand etwa 1,5 Meter unter Wasser. Nach dem Sinken der Flut wurde festgestellt, dass die Schäden mit 100 Millionen Euro fast zehn Mal höher als zunächst vermutet waren.
Beim Hochwasser 2021 wurde die Hubbrücke in Mittersill, nachdem die Unterkante des Tragwerks bereits in den Wasserstrom tauchte, am Abend des 17. Juli 2021 angehoben, um einen freieren Abfluss zu ermöglichen. Damit wurde der Fahrverkehr über die Brücke unterbrochen.

### Transalpine Ölleitung
Die Transalpine Ölleitung (auch Transalpine Pipeline) von Triest nach Ingolstadt wurde Mitte der 1960er Jahre gebaut. Die 465 km lange Erdöl-Pipeline durchquert unter dem Felbertauern in einem 7,3 km langen Stollen den Alpenhauptkamm und führt über Mittersill weiter Richtung Hahnenkamm-Stollen (6,8 km) bei Kitzbühel. Auf diesem Weg werden jährlich etwa 30 Millionen Tonnen Rohöl durch Mittersill zu den großen Raffinerien in Süddeutschland transportiert.

### Stromtrassen
Durch Mittersill führen außerdem zwei wichtige Schlagadern für elektrische Energie. Hier teilen sich die Trassen der 380-kV-Doppelleitungen der APG Austrian Power Grid vom Netzknoten Tauern Richtung Süden und Richtung Westen. Sie transportieren den Strom einerseits durch das Felbertal und über den Felbertauernpass nach Osttirol, andererseits durch das obere Salzachtal, über den Gerlospass und durch das Zillertal nach Nordtirol.

### Gesundheit & Soziales
- Allgemein öffentliches Krankenhaus Mittersill[35]
- Seniorenheim (Pensionistenwohn- und -pflegeheim) Mittersill[36]

## Persönlichkeiten

### Ehrenbürger
- Walter Reifmüller (* 1936), Bürgermeister von Mittersill 1973–1993[37]

### Söhne und Töchter der Gemeinde
- Franz Keil (1830–1909), Rechtsanwalt und Politiker, Mitglied des Abgeordnetenhauses 1871–1897[38]
- Frieda Lamberger (* 1910), Mittersiller Heimatschriftstellerin
- Toni Arnsteiner (1925–2013), Mittersiller Ski-Fabrikant, Gründer der Ski-Weltmarke Blizzard Sport GmbH
- Jungwirth Gustav, sen. (1931–2003), Skipionier
- Traudl Eder (* 1941), Skirennläuferin
- Ingrid Stahmer (1942–2020), deutsche Politikerin
- Rainer Volkmann (* 1942), deutsch-österreichischer Politiker der SPD
- Katharina Steindl (* 1944), österreichische Politikerin der SPÖ
- Stephan Aschböck (* 1956), Jazzkeyboarder
- Kurt Feuersinger (1957–2025), Fußballspieler und -trainer
- Waltraud Langer (* 1961), Journalistin und Fernsehmoderatorin[39]
- Georg Wimmer (* 1961), Journalist
- Walter Bacher (* 1962), österreichischer Politiker der SPÖ
- Astrid Geisler (* 1968), Skirennläuferin
- Kurt Scharr (* 1970), Historiker und Geograph in Innsbruck
- Robert Schwarzenbacher (* 1973), Biochemiker und Chemielehrer
- Florian Gantner (* 1980), Schriftsteller
- Christoph Dreier (* 1981), Skirennläufer
- Rene Sauerschnig (* 1981), Politiker und Abgeordneter zum Salzburger Landtag
- Markus Steiner (* 1987), Politiker, Abgeordneter zum Salzburger Landtag
- Mariella Voglreiter (* 1989), Skirennläuferin
- Sara De Blue (* 1990), Sängerin und Songwriterin
- David Wöhrer (* 1990), Radrennfahrer
- Stefanie Enzinger (* 1990), Fußballspielerin
- Johanna Ernst (* 1992), Sportkletterin

### Personen mit Bezug zur Gemeinde
- Ignaz von Kürsinger (1795–1861), 1834–1842 Pfleger in Mittersill, 1841 Erstbesteiger des Großvenedigers, nach ihm wurde die hochalpine Kürsingerhütte im Obersulzbachtal und der Kürsingerdamm im Ortsgebiet entlang der Salzach benannt.
- Virgil Groder (1856–1924), Maler
- Anton Webern (1883–1945), österreichischer Komponist, in Mittersill gestorben
- Alois Scheiber (1898–1988), Gendarmerie-Postenkommandant 1943–1946 und Widerstandskämpfer gegen den Nationalsozialismus.
- Stephen Lawhead (* 1950), Schriftsteller

## Panorama
- links vom Felbertal der Mittersiller Zwölferkogel (2446 m ü. A.), dahinter die Schratwand (2785 m ü. A.) (beide Granatspitzgruppe).
- in der Talmitte der Hochgasser (2922 m ü. A.), links dahinter den Teufelspitz (2848 m ü. A.), davor das Hörndl (2852 m ü. A.) (ebenfalls alle in der Granatspitzgruppe).
- rechts vom Felbertal die zur Venedigergruppe zählenden Gipfel des Felber Tauernkogels (ganz hinten, 2988 m), davor der Pihapper (2513 m) und ganz vorne die Platte (1787 m).